# Museu da Cidade (Porto)
Museu do Porto é a designação dada a um conjunto de núcleos museológicos, sítios arqueológicos, parques e jardins espalhados pela cidade do Porto, em Portugal.

## História
A ideia inicial da criação de um Museu da Cidade do Porto foi lançada no início da década de 1990, pela então vereadora da Câmara Municipal do Porto Manuela de Melo, procurando preencher uma lacuna no domínio das infraestruturas museológicas da cidade.
Nos anos que se seguiram, foram anunciadas várias abordagens possíveis para o futuro Museu da Cidade, designadamente a construção de um edifício de raiz na chamada Avenida da Ponte, na zona da Sé, no âmbito de um arranjo urbanístico proposto pelo arquiteto Álvaro Siza Vieira. No entanto, razões orçamentais acabaram por inviabilizar tal projeto.
Em 2002, optou-se pela criação de vários núcleos museológicos temáticos, ou seja, por um Museu da Cidade descentralizado, agregando diversos núcleos:
- Arqueossítio da Rua de D. Hugo
- Casa do Infante
- Gabinete de Numismática
- Museu do Vinho do Porto
- Museu Romântico da Quinta da Macieirinha

Aos cinco núcleos municipais que faziam parte do projeto inicial, em 2016, foi decidido juntar-se as casas-museu Guerra Junqueiro e Marta Ortigão Sampaio, além dos Caminhos do Romântico.
Em 2020, o conceito foi profundamente alterado, passando a incorporar 17 estações implantadas no território, algumas já existentes e outras a criar. Estas estações desenhavam entre si uma geometria variável, alicerçada em eixos-mapa – Sonoro, Natureza, Material, Líquido, Romantismo – e uma programação que propunha múltiplas leituras e significações da e sobre a cidade.
Dos espaços a criar, faziam parte a musealização do Rio da Vila e da Casa dos 24, o ateliê de António Carneiro, a Extensão da Indústria e o Matadouro. Bastante controversa foi a iniciativa de transformar o Museu Romântico em Extensão do Romantismo, cuja contestação acabou por forçar a Câmara Municipal a reconsiderar a decisão tomada.
Em 2023, o projeto do Museu da Cidade do Porto foi novamente reformulado, sendo a sua designação alterada de Museu da Cidade para Museu do Porto, passando a incluir os seguintes espaços:

### Reservatório
Trata-se do aproveitamento do antigo reservatório de água da Pasteleira, com renovação arquitetónica de Alexandre Alves Costa e Sérgio Fernandez e projeto museográfico de João Mendes Ribeiro. O espaço foi transformado numa estação arqueológica que é, simultaneamente, um museu, um espaço de trabalho e de mediação e uma reserva onde se guardam vestígios arqueológicos.
Reúne espólio de zonas do território onde decorreram campanhas de escavação, revelando formas de povoamento de várias épocas e todo o tipo de vestígios materiais que permitem uma leitura espacial e temporal da evolução da cidade do Porto. Ao se deslocar no espaço, o espectador desloca-se também no tempo, atravessando diferentes épocas do período histórico e pré-histórico, admirando peças das épocas contemporânea e moderna, época medieval, época romana, Idade do Ferro, Idade do Bronze e Paleolítico.

### Casa Marta Ortigão Sampaio
Instalada num edifício modernista de 1958, desenhado pelo arquiteto José Carlos Loureiro, a Casa Marta Ortigão Sampaio abriu ao público em 1996.
O espaço evoca o ambiente que rodeou a vida de uma família da burguesia portuense, apresentando coleções de pintura, joias, uma biblioteca especializada em livros de arte, peças de mobiliário de influência francesa, inglesa e indo-portuguesa e outras peças de arte decorativas. Na Casa Marta Ortigão Sampaio encontram-se obras do naturalismo português de António da Silva Porto, João Marques de Oliveira, Alfredo Roque Gameiro, José Malhoa, entre outros, e um importante acervo de pinturas, desenhos e fotografias de Aurélia de Sousa, uma das mais singulares artistas portuguesas do seu tempo, e de sua irmã Sofia Martins de Sousa.

### Museu Romântico

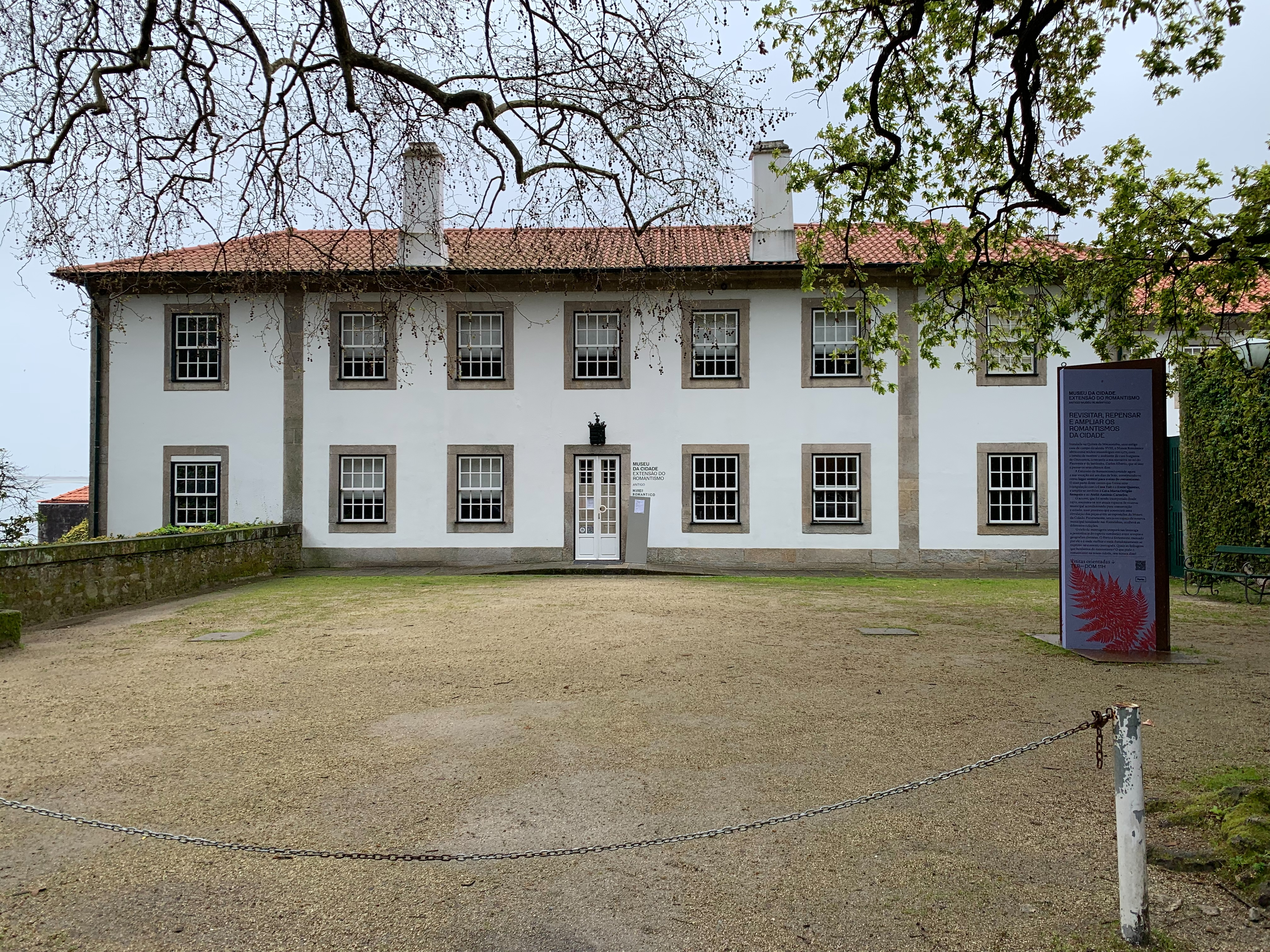
Museu Romântico

O Museu Romântico está instalado na Quinta da Macieirinha, antiga casa de campo do século XVIII que pertenceu à família Pinto Basto. O edifício abriu como núcleo museológico em 1972, com o intuito de mostrar o ambiente de casa burguesa de Oitocentos, período tão característico no Porto.
Em 2021, este espaço esteve envolvido em polémica, quando a Câmara Municipal decidiu retirar o seu recheio para ali passar a funcionar a Extensão do Romantismo do Museu da Cidade. A reação popular provocada acabou por levar a um recuo da Autarquia.

### Entre Quintas
Na Rua de Entre Quintas, no edifício de uma antiga escola primária, entre a Casa Tait e o Museu Romântico, fica o Núcleo Educativo do Museu do Porto, espaço reabilitado em 2017.

### Palacete dos Viscondes de Balsemão e Banco de Materiais

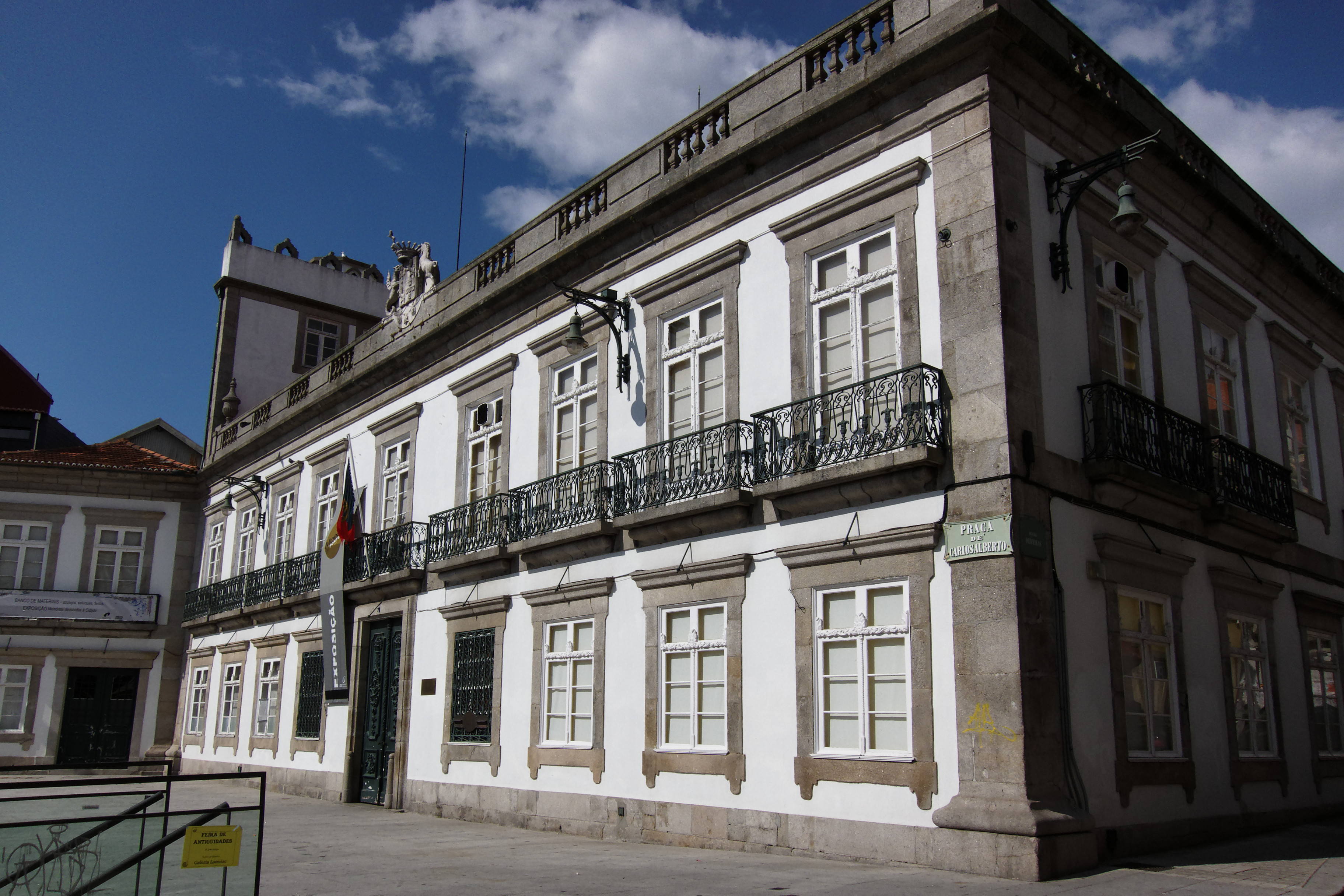
Palacete dos Viscondes de Balsemão

O Palacete dos Viscondes de Balsemão foi construído em meados do século XVIII, sendo alugado na década de 1840 e transformado em hospedaria. Profundas obras de alteração decorreram na década seguinte, conferindo-lhe o seu aspeto atual.
Para além da Direção de Cultura e Património da Câmara Municipal do Porto, neste local encontra-se o Banco de Materiais, um projeto municipal pioneiro a nível nacional. Aberto ao público desde 2010, promove a salvaguarda dos materiais caracterizadores da imagem da cidade, recolhendo-os de edifícios degradados ou a demolir, com a finalidade de serem mais tarde devolvidos à cidade. Neste espaço podem ser vistos elementos decorativos e construtivos provenientes do edificado portuense, como azulejos – nomeadamente exemplares hispano-árabes e uma grande diversidade de padrões dos séculos XVII a XX –, bem como um significativo conjunto de peças em estuque, um conjunto de placas toponímicas recolhidas na via pública, diversos artefactos de madeira, ferro e cantaria.

### Museu Guerra Junqueiro

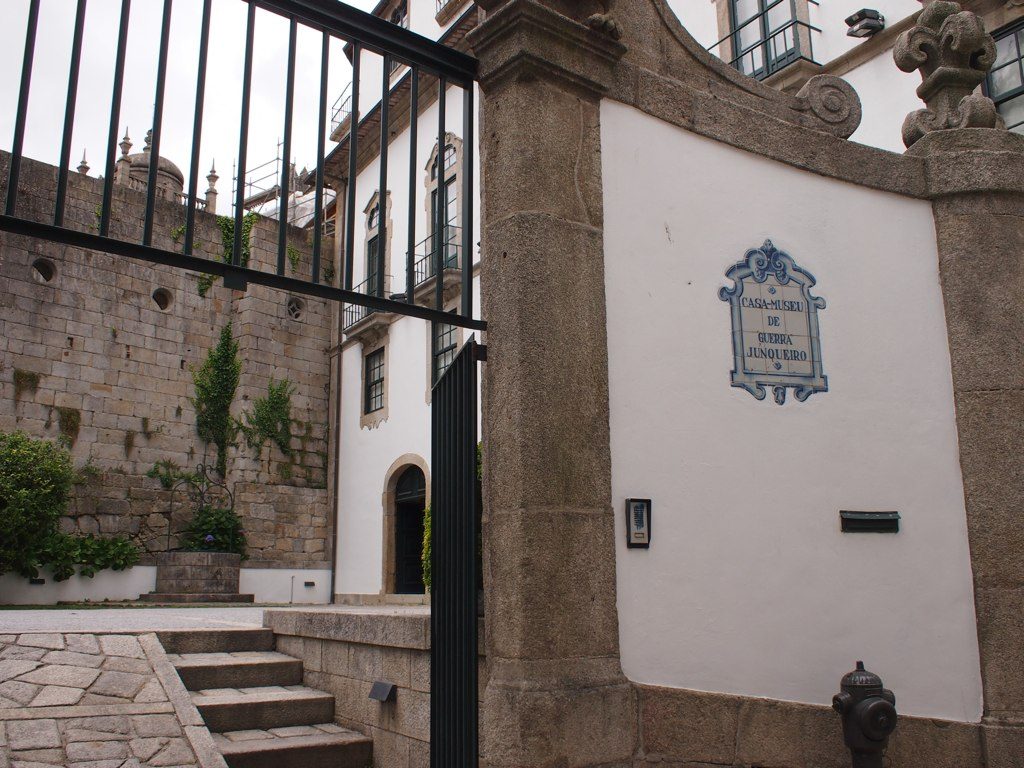
Museu Guerra Junqueiro

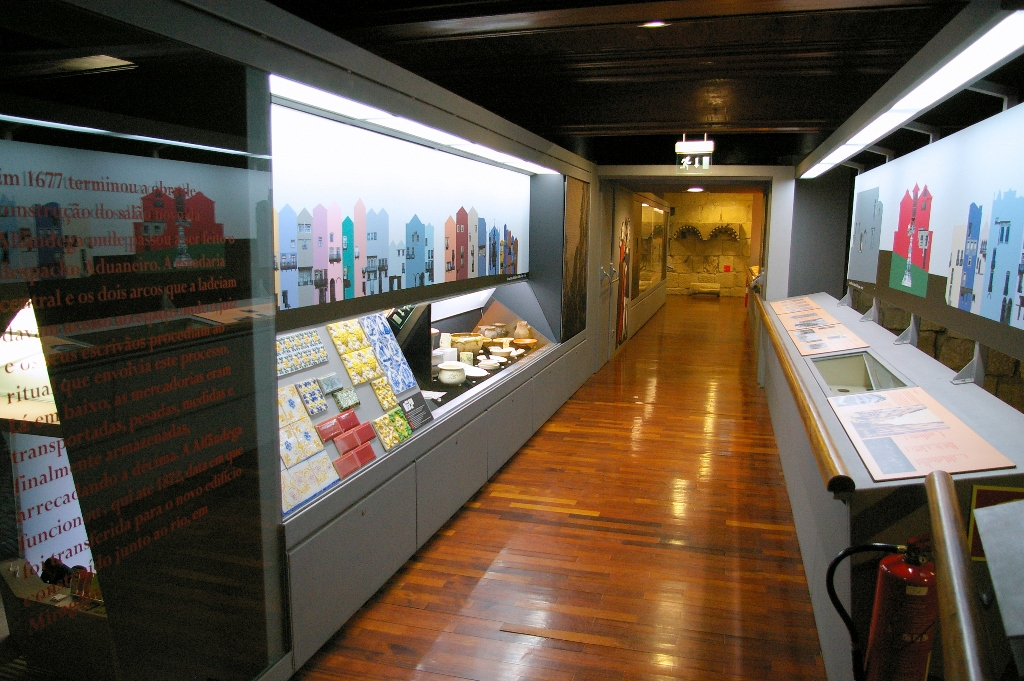
Casa do Infante

Situado na Rua de D. Hugo, muito próximo da Sé do Porto e do Arqueossítio, o Museu Guerra Junqueiro está instalado num belíssimo exemplar de arquitetura civil oitocentista.
Adquirido, em 1934, pela filha do poeta Guerra Junqueiro, este espaço reconstitui o ambiente e a disposição original dos objetos na casa onde o poeta viveu no Porto, expondo coleções de cerâmica, metal, ourivesaria, escultura, mobiliário e têxteis de períodos compreendidos entre os séculos XV e XIX.

### Museu do Vinho do Porto
Situado na Ribeira, o museu funciona como embaixada ou posto avançado do Douro Vinhateiro no Porto, funcionando, também, como um ponto de partida para a descoberta desta região demarcada.

### Casa do Infante
Construída em 1325, a Casa do Infante – assim designada por aí ter presumidamente nascido o infante D. Henrique – é um dos edifícios mais antigos da cidade, classificado como monumento nacional. Ao longo dos tempos, serviu diferentes propósitos, designadamente alfândega e Casa da Moeda. Alberga uma exposição permanente sobre a história do local, para além de mostras temporárias. Neste edifício está também instalado o Arquivo Histórico Municipal do Porto.